# Rolf Kreuder
Rolf Kreuder (* 7. April 1923 in Würzburg; † 2. August 1995 in Fulda) war ein deutscher Fotograf, der in Tann (Rhön) lebte.

## Leben
Der Sohn eines Apothekers absolvierte die Volksschule in Tann (Rhön), die Lateinschule in Geisa und die Handelsschule in Fulda, bevor er in Eisenach eine Lehre zum Fotograf begann. Weiterbildung am Bauhaus in Weimar. Im Zweiten Weltkrieg war Kreuder als Bildberichterstatter an der Ostfront eingesetzt. Er erlebte die Kesselschlacht in Stalingrad und die Eroberung Berlins durch die Rote Armee. Aus der sowjetischen Kriegsgefangenschaft gelangte Kreuder am 2. August 1945 zurück nach Tann (Rhön). Anschließend Studium an der Bayerischen Staatslehranstalt für Lichtbildwesen in München mit Abschluss in der Meisterklasse für Fotografie und Film, Meisterprüfung.
Kreuder machte sich vor allem als Kirchenfotograf und Mitautor zahlreicher Bildbände einen Namen. Seit 1949 Portraitatelier in Tann (Rhön). In den 1950er Jahren arbeitete er mit dem ebenfalls in Tann (Rhön) lebenden Illustrationsfotograf Hans Retzlaff zusammen, der mit neun Fotografien am 1942 vom Reichsführer SS herausgegebenen Bildband "Der Untermensch" beteiligt war. Reiste 1961 im Auftrag der Lufthansa in den Libanon, nach Syrien, Jordanien und Israel, um Menschen, Kulturen und Heilige Stätten zu fotografieren. Kreuder, seit 1961 freier Bildjournalist, distanzierte sich vom NS-Regime, ging auf Distanz zu Retzlaff und setzte sich in seinen späteren Lebensjahren intensiv mit dem Nahen Osten, besonders Israel, auseinander. 1991 zeigte das Bonifatiushaus in Fulda eine Ausstellung von Kreuder ("Israel – Land der Gegensätze"). Seine Urne enthielt Erde und einen Olivenzweig aus dem Garten Getsemani in Jerusalem.
Der umfangreiche Nachlass von Rolf Kreuder befindet sich im Bischöflichen Generalvikariat Fulda.

## Auszeichnungen
- Photokina-Preisträger, 1951, 1952 und 1954
- World Press Photo Foundation, 1. Preis in der Kategorie "Most Artistic Press Photo", 1965
- Deutscher Journalistenpreis für seine Reportage über die Blindenschule in Marburg, 1968